# Wahlkreis Offenbach Land I
Der Wahlkreis Offenbach Land I  (Wahlkreis 44) ist ein Landtagswahlkreis in Hessen. Der Wahlkreis umfasst die Städte und Gemeinden Dreieich, Egelsbach, Langen und Neu-Isenburg im Westen des Landkreises Offenbach.
Wahlberechtigt waren bei der letzten Landtagswahl 84.882 der rund 121.000 Einwohner des Wahlkreises. Die Bevölkerungsdichte liegt bei 994 Einwohnern pro km². Der Wahlkreis liegt im „Speckgürtel“ von Frankfurt. Die Arbeitslosenquote im Kreis liegt niedriger als die der Stadt Frankfurt oder Hessen gesamt (Kreis: 6,2 %, Hessen 6,8 %, Frankfurt 7,5 % im November 2007). Das verfügbare Einkommen je Einwohner liegt mit 20.565 € um 10 % über dem Landesdurchschnitt (2005). Der Wahlkreis gilt als CDU-Hochburg.

## Wahl 2023
| Landtagswahl in Hessen 2023 – WK Offenbach Land IZweitstimmen %403020100 35,2 %17,8 %15,6 %13,3 %6,2 %3,4 %3,0 %1,6 %4,0 % CDUGrüneAfDSPDFDPFWLinkeTierschutzSonst.Gewinne und Verlusteim Vergleich zu 2018 %p 8 6 4 2 0 −2 −4 −6+8,0 %p−5,8 %p+3,8 %p−3,5 %p−2,1 %p+0,8 %p−3,1 %p+0,5 %p+1,5 %pCDUGrüneAfDSPDFDPFWLinkeTierschutzSonst. |

| Gegenstand der Nachweisung  | Gegenstand der Nachweisung | Erst- stimmen | Erst- stimmen | Zweit- stimmen | Zweit- stimmen |
| Bewerber                    | Partei                     | Anzahl        | %             | Anzahl         | %              |
| --------------------------- | -------------------------- | ------------- | ------------- | -------------- | -------------- |
| Wahlberechtigte             | Wahlberechtigte            | 84.103        | 84.103        | 84.103         | 84.103         |
| Wähler                      | Wähler                     | 55.096        | 55.096        | 55.096         | 65,5           |
| Ungültige Stimmen           | Ungültige Stimmen          | 839           | 1,5           | 743            | 1,3            |
| Gültige Stimmen             | Gültige Stimmen            | 54.257        | 98,5          | 54.353         | 98,7           |
| davon                       |                            |               |               |                |                |
| Hartmut Honka               | CDU                        | 19.390        | 35,7          | 19.139         | 35,2           |
| Katy Walther                | GRÜNE                      | 9.564         | 17,6          | 9.648          | 17,8           |
| Florian Obst                | SPD                        | 8.424         | 15,5          | 7.235          | 13,3           |
| Maximilian Müger            | AfD                        | 7.987         | 14,7          | 8.479          | 15,6           |
| Susann Guber                | FDP                        | 3.007         | 5,5           | 3.397          | 6,2            |
| Edgar Schultheiß            | Die Linke                  | 1.517         | 2,8           | 1.610          | 3,0            |
| Sergio Rafael Mendes Soares | Freie Wähler               | 2.531         | 4,7           | 1.841          | 3,4            |
|                             | Tierschutzpartei           |               |               | 845            | 1,6            |
| Stephanie Birkle            | Die PARTEI                 | 957           | 1,8           | 482            | 0,9            |
|                             | Piraten                    |               |               | 222            | 0,4            |
|                             | ÖDP                        | 85            | 0,2           |                |                |
|                             | P. f. schulm. Verjf.       | 25            | 0,0           |                |                |
|                             | V-Partei³                  | 225           | 0,4           |                |                |
|                             | PdH                        | 85            | 0,2           |                |                |
|                             | ABG                        | 99            | 0,2           |                |                |
|                             | APPD                       | 32            | 0,1           |                |                |
|                             | Basis                      | 244           | 0,4           |                |                |
|                             | DKP                        | 24            | 0,0           |                |                |
|                             | DIE NEUE MITTE             | 36            | 0,1           |                |                |
|                             | Volt                       | 482           | 0,9           |                |                |
|                             | Klimaliste                 | 118           | 0,2           |                |                |
| Heinz-Georg Sehring         | NEV                        | 880           | 1,6           |                |                |

## Wahl 2018
| Gegenstand der Nachweisung | Gegenstand der Nachweisung | Wahlkreis- stimmen | Wahlkreis- stimmen | Landes- stimmen | Landes- stimmen |
| Kreiswahlbewerber/in       | Partei                     | Anzahl             | %                  | Anzahl          | %               |
| -------------------------- | -------------------------- | ------------------ | ------------------ | --------------- | --------------- |
| Wahlberechtigte            | Wahlberechtigte            | 85.153             | 100,0              | 85.153          | 100,0           |
| Wähler                     | Wähler                     | 57.748             | 67,8               | 57.748          | 67,8            |
| Ungültige Stimmen          | Ungültige Stimmen          | 1.394              | 2,4                | 1.228           | 2,1             |
| Gültige Stimmen            | Gültige Stimmen            | 56.354             | 100,0              | 56.520          | 100,0           |
| davon                      |                            |                    |                    |                 |                 |
| Hartmut Honka              | CDU                        | 16.669             | 29,6               | 15.390          | 27,2            |
| Andrea Gerlach             | SPD                        | 10.719             | 19,0               | 9.503           | 16,8            |
| Katy Walther               | GRÜNE                      | 12.295             | 21,8               | 13.319          | 23,6            |
| Wolfgang Klein             | DIE LINKE                  | 3.045              | 5,4                | 3.455           | 6,1             |
| Matthias Schmidt           | FDP                        | 4.217              | 7,5                | 4.701           | 8,3             |
| Arno Groß                  | AfD                        | 6.224              | 11,0               | 6.665           | 11,8            |
| Grégory Engels             | PIRATEN                    | 446                | 0,8                | 267             | 0,5             |
| Karl-Michael Kraus         | FREIE WÄHLER               | 2.042              | 3,6                | 1.468           | 2,6             |
| –                          | NPD                        | –                  | –                  | 59              | 0,1             |
| –                          | Die PARTEI                 | –                  | –                  | 311             | 0,6             |
| –                          | ödp                        | –                  | –                  | 119             | 0,2             |
| –                          | Die Grauen                 | –                  | –                  | 107             | 0,2             |
| –                          | BüSo                       | –                  | –                  | 11              | 0,0             |
| –                          | AD-Demokraten              | –                  | –                  | 121             | 0,2             |
| –                          | Bündnis C                  | –                  | –                  | 36              | 0,1             |
| –                          | BGE                        | –                  | –                  | 49              | 0,1             |
| –                          | Die Violetten              | –                  | –                  | 75              | 0,1             |
| –                          | LKR                        | –                  | –                  | 59              | 0,1             |
| –                          | Menschliche Welt           | –                  | –                  | 26              | 0,0             |
| –                          | Die Humanisten             | –                  | –                  | 51              | 0,1             |
| –                          | Gesundheitsforschung       | –                  | –                  | 52              | 0,1             |
| –                          | Tierschutzpartei           | –                  | –                  | 599             | 1,1             |
| –                          | V-Partei³                  | –                  | –                  | 77              | 0,1             |
| Heinz-Georg Sehring        | NEV                        | 688                | 1,2                | –               | –               |

Neben dem direkt gewählten Wahlkreisabgeordneten Hartmut Honka (CDU), der das Mandat zum vierten Mal gewinnen konnte, wurde die Grünen-Kandidatin Katy Walther über die Landesliste ihrer Partei gewählt.

## Wahl 2013
| Gegenstand der Nachweisung | Gegenstand der Nachweisung | Wahlkreis- stimmen | Wahlkreis- stimmen | Landes- stimmen | Landes- stimmen |
| Kreiswahlbewerber/in       | Partei                     | Anzahl             | %                  | Anzahl          | %               |
| -------------------------- | -------------------------- | ------------------ | ------------------ | --------------- | --------------- |
| Wahlberechtigte            | Wahlberechtigte            | 86.045             | 100,0              | 86.045          | 100,0           |
| Wähler                     | Wähler                     | 64.011             | 74,4               | 64.011          | 74,4            |
| Ungültige Stimmen          | Ungültige Stimmen          | 1.656              | 2,6                | 1.584           | 2,5             |
| Gültige Stimmen            | Gültige Stimmen            | 62.355             | 100,0              | 62.427          | 100,0           |
| davon                      |                            |                    |                    |                 |                 |
| Hartmut Honka              | CDU                        | 27.332             | 43,8               | 24.369          | 39,0            |
| Corrado Di Benedetto       | SPD                        | 18.499             | 29,7               | 16.670          | 26,7            |
| Axel Vogt                  | FDP                        | 2.053              | 3,3                | 4.140           | 6,6             |
| Lisa Süß                   | GRÜNE                      | 7.007              | 11,2               | 8.169           | 13,1            |
| Natascha Bingenheimer      | LINKE                      | 2.817              | 4,5                | 3.098           | 5,0             |
| Michael Krehling           | FREIE WÄHLER               | 1.153              | 1,8                | 745             | 1,2             |
| –                          | NPD                        | x                  | x                  | 459             | 0,7             |
| –                          | REP                        | x                  | x                  | 176             | 0,3             |
| Kevin Culina               | PIRATEN                    | 1.256              | 2,0                | 1.238           | 2,0             |
| –                          | BüSo                       | x                  | x                  | 23              | 0,0             |
| –                          | ADd                        | x                  | x                  | 84              | 0,1             |
| –                          | Die Grauen                 | x                  | x                  | 65              | 0,1             |
| Arno Groß                  | AfD                        | 2.238              | 3,6                | 2.692           | 4,3             |
| –                          | AVIP                       | x                  | x                  | 45              | 0,1             |
| –                          | LUPe                       | x                  | x                  | 41              | 0,1             |
| –                          | ÖDP                        | x                  | x                  | 69              | 0,1             |
| –                          | Die PARTEI                 | x                  | x                  | 326             | 0,5             |
| –                          | PSG                        | x                  | x                  | 18              | 0,0             |

Neben Hartmut Honka als Gewinner des Direktmandats ist aus dem Wahlkreis noch Corrado Di Benedetto über die Landesliste in den Landtag eingezogen.

## Wahl 2009
Wahlkreisergebnis der Landtagswahl in Hessen 2009:
| Gegenstand der Nachweisung | Gegenstand der Nachweisung | Wahlkreis- stimmen | Wahlkreis- stimmen | Landes- stimmen | Landes- stimmen |
| Bewerber                   | Partei                     | Anzahl             | %                  | Anzahl          | %               |
| -------------------------- | -------------------------- | ------------------ | ------------------ | --------------- | --------------- |
| Wahlberechtigte            | Wahlberechtigte            | 84.882             | 100,0              | 84.882          | 100,0           |
| Wähler                     | Wähler                     | 52.421             | 61,8               | 52.421          | 61,8            |
| Ungültige Stimmen          | Ungültige Stimmen          | 1.825              | 3,5                | 1.578           | 3,0             |
| Gültige Stimmen            | Gültige Stimmen            | 50.596             | 100,0              | 50.843          | 100,0           |
| davon                      |                            |                    |                    |                 |                 |
| Hartmut Honka              | CDU                        | 21.933             | 43,3               | 19.615          | 38,6            |
| Ansgar Dittmar             | SPD                        | 12.481             | 24,7               | 9.727           | 19,1            |
| Axel Vogt                  | FDP                        | 6.585              | 13,0               | 9.116           | 17,1            |
| Roland Kreyscher           | GRÜNE                      | 7.184              | 14,2               | 8.331           | 16,4            |
| Friedrich Elgert           | LINKE                      | 1.976              | 03,9               | 2.410           | 04,7            |
| –                          | REP                        | –                  | –                  | 166             | 00,3            |
| –                          | FW                         | –                  | –                  | 754             | 01,5            |
| Claus Steingräber          | NPD                        | 437                | 00,9               | 301             | 00,6            |
| –                          | PIRATEN                    | –                  | –                  | 341             | 00,7            |
| –                          | BüSo                       | –                  | –                  | 82              | 00,2            |

## Wahl 2008
| Gegenstand der Nachweisung | Gegenstand der Nachweisung | Wahlkreis- stimmen | Wahlkreis- stimmen | Landes- stimmen | Landes- stimmen |
| Bewerber                   | Partei                     | Anzahl             | %                  | Anzahl          | %               |
| -------------------------- | -------------------------- | ------------------ | ------------------ | --------------- | --------------- |
| Wahlberechtigte            | Wahlberechtigte            | 84.087             | 100,0              | 84.087          | 100,0           |
| Wähler                     | Wähler                     | 54.730             | 64,7               | 54.730          | 64,7            |
| Ungültige Stimmen          | Ungültige Stimmen          | 1.313              | 2,4                | 1.061           | 1,9             |
| Gültige Stimmen            | Gültige Stimmen            | 53.417             | 100,0              | 53.669          | 100,0           |
| davon                      |                            |                    |                    |                 |                 |
| Hartmut Honka              | CDU                        | 21.738             | 40,7               | 21.548          | 40,1            |
| Eva-Maria Tempelhahn       | SPD                        | 18.569             | 34,8               | 17.642          | 32,9            |
| Roland Kreyscher           | GRÜNE                      | 5.144              | 09,6               | 4.970           | 09,3            |
| Axel Vogt                  | FDP                        | 4.286              | 08,0               | 5.348           | 10,0            |
| Stefan Zens                | REP                        | 548                | 01,0               | 349             | 00,7            |
| –                          | Tierschutzpartei           | –                  | –                  | 241             | 00,4            |
| –                          | BüSo                       | –                  | –                  | 15              | 0,0             |
| –                          | PSG                        | –                  | –                  | 16              | 0,0             |
| –                          | Volksabstimmung            | –                  | –                  | 55              | 00,1            |
| –                          | GRAUE                      | –                  | –                  | 107             | 00,2            |
| Friedrich Elgert           | LINKE                      | 1.727              | 03,2               | 2.262           | 04,2            |
| –                          | Die Violetten              | –                  | –                  | 38              | 00,1            |
| –                          | FAMILIE                    | –                  | –                  | 115             | 00,2            |
| Helmut Sauer               | FW                         | 1.107              | 02,1               | 446             | 00,8            |
| Claus Steingräber          | NPD                        | 298                | 00,6               | 305             | 00,6            |
| –                          | PIRATEN                    | –                  | –                  | 189             | 00,3            |
| –                          | UB                         | –                  | –                  | 23              | 00,0            |

## Wahl 2003
| Gegenstand der Nachweisung | Gegenstand der Nachweisung | Wahlkreis- stimmen | Wahlkreis- stimmen | Landes- stimmen | Landes- stimmen |
| Bewerber                   | Partei                     | Anzahl             | %                  | Anzahl          | %               |
| -------------------------- | -------------------------- | ------------------ | ------------------ | --------------- | --------------- |
| Wahlberechtigte            | Wahlberechtigte            | 84.706             | 100,0              | 84.706          | 100,0           |
| Wähler                     | Wähler                     | 55.929             | 66,0               | 55.929          | 66,0            |
| Ungültige Stimmen          | Ungültige Stimmen          | 1.560              | 2,8                | 1.133           | 2,0             |
| Gültige Stimmen            | Gültige Stimmen            | 54.369             | 100,0              | 54.796          | 100,0           |
| davon                      |                            |                    |                    |                 |                 |
| Rüdiger Hermanns           | CDU                        | 28.763             | 52,9               | 26.919          | 49,1            |
| ?                          | SPD                        | 16.113             | 29,6               | 13.689          | 25,0            |
| ?                          | GRÜNE                      | 5.951              | 10,9               | 6.885           | 12,6            |
| ?                          | FDP                        | 3.542              | 6,5                | 4.877           | 8,9             |
| –                          | REP                        | –                  | –                  | 568             | 1,0             |
| –                          | Tierschutzpartei           | –                  | –                  | 376             | 0,7             |
| –                          | DIE FRAUEN                 | –                  | –                  | 126             | 0,2             |
| –                          | PBC                        | –                  | –                  | 77              | 0,1             |
| –                          | DKP                        | –                  | –                  | 80              | 0,1             |
| –                          | ödp                        | –                  | –                  | 53              | 0,1             |
| –                          | BüSo                       | –                  | –                  | 32              | 0,1             |
| –                          | FAG Hessen                 | –                  | –                  | 867             | 1,6             |
| –                          | PSG                        | –                  | –                  | 19              | 0,0             |
| –                          | Schill                     | –                  | –                  | 228             | 0,4             |

## Wahl 1999
| Gegenstand der Nachweisung | Gegenstand der Nachweisung | Wahlkreis- stimmen | Wahlkreis- stimmen | Landes- stimmen | Landes- stimmen |
| Bewerber                   | Partei                     | Anzahl             | %                  | Anzahl          | %               |
| -------------------------- | -------------------------- | ------------------ | ------------------ | --------------- | --------------- |
| Wahlberechtigte            | Wahlberechtigte            | 83.816             | 100,0              | 83.816          | 100,0           |
| Wähler                     | Wähler                     | 56.018             | 66,8               | 56.018          | 66,8            |
| Ungültige Stimmen          | Ungültige Stimmen          | 971                | 1,7                | 809             | 1,4             |
| Gültige Stimmen            | Gültige Stimmen            | 55.047             | 100,0              | 55.209          | 100,0           |
| davon                      |                            |                    |                    |                 |                 |
| Rüdiger Hermanns           | CDU                        | 26.928             | 48,9               | 25.582          | 46,3            |
| ?                          | SPD                        | 20.885             | 37,9               | 19.508          | 35,3            |
| ?                          | GRÜNE                      | 3.743              | 6,8                | 4.589           | 8,3             |
| ?                          | F.D.P.                     | 1.917              | 3,5                | 3.316           | 6,0             |
| ?                          | REP                        | 1.303              | 3,4                | 1.197           | 2,2             |
| –                          | Die Tierschutzpartei       | –                  | –                  | 240             | 0,4             |
| –                          | DIE FRAUEN                 | –                  | –                  | 124             | 0,2             |
| –                          | PASS                       | –                  | –                  | 35              | 0,1             |
| –                          | DKP                        | –                  | –                  | 57              | 0,1             |
| –                          | BüSo                       | –                  | –                  | 3               | 0,0             |
| –                          | FWG                        | –                  | –                  | 182             | 0,3             |
| –                          | PBC                        | –                  | –                  | 41              | 0,1             |
| –                          | DHP                        | –                  | –                  | 8               | 0,0             |
| ?                          | NATURGESETZ                | 129                | 0,2                | 77              | 0,1             |
| –                          | ödp                        | –                  | –                  | 45              | 0,1             |
| –                          | NPD                        | –                  | –                  | 55              | 0,1             |
| ?                          | BFB-Die Offensive          | 142                | 0,3                | 150             | 0,3             |

## Wahl 1995
| Gegenstand der Nachweisung | Gegenstand der Nachweisung | Wahlkreis- stimmen | Wahlkreis- stimmen | Landes- stimmen | Landes- stimmen |
| Bewerber                   | Partei                     | Anzahl             | %                  | Anzahl          | %               |
| -------------------------- | -------------------------- | ------------------ | ------------------ | --------------- | --------------- |
| Wahlberechtigte            | Wahlberechtigte            | 84.497             | 100,0              | 84.497          | 100,0           |
| Wähler                     | Wähler                     | 56.657             | 67,1               | 56.657          | 67,1            |
| Ungültige Stimmen          | Ungültige Stimmen          | 1.224              | 2,2                | 1.266           | 2,2             |
| Gültige Stimmen            | Gültige Stimmen            | 55.433             | 100,0              | 55.391          | 100,0           |
| davon                      |                            |                    |                    |                 |                 |
| ?                          | SPD                        | 19.904             | 35,9               | 18.315          | 33,1            |
| Rüdiger Hermanns           | CDU                        | 24.572             | 44,3               | 22.428          | 40,5            |
| ?                          | GRÜNE                      | 6.458              | 11,7               | 7.375           | 13,3            |
| ?                          | F.D.P.                     | 2.517              | 4,5                | 8.830           | 8,7             |
| ?                          | ÖDP                        | 264                | 0,5                | 168             | 0,3             |
| –                          | GRAUE                      | –                  | –                  | 213             | 0,4             |
| ?                          | REP                        | 1.241              | 2,2                | 1.140           | 2,1             |
| –                          | Solidarität                | –                  | –                  | 6               | 0,0             |
| –                          | APD                        | –                  | –                  | 117             | 0,2             |
| –                          | DKP                        | –                  | –                  | 56              | 0,1             |
| ?                          | NPD                        | 133                | 0,2                | 104             | 0,2             |
| –                          | DHP                        | –                  | –                  | 11              | 0,0             |
| –                          | f.NEP                      | –                  | –                  | 41              | 0,1             |
| ?                          | NATURGESETZ                | 344                | 0,6                | 191             | 0,3             |
| –                          | BFB                        | –                  | –                  | 263             | 0,5             |
| –                          | PBC                        | –                  | –                  | 50              | 0,1             |
| –                          | STATT Partei               | –                  | –                  | 83              | 0,1             |

## Wahl 1991
| Gegenstand der Nachweisung | Gegenstand der Nachweisung | Wahlkreis- stimmen | Wahlkreis- stimmen | Landes- stimmen | Landes- stimmen |
| Bewerber                   | Partei                     | Anzahl             | %                  | Anzahl          | %               |
| -------------------------- | -------------------------- | ------------------ | ------------------ | --------------- | --------------- |
| Wahlberechtigte            | Wahlberechtigte            | 86.143             | 100,0              | 86.143          | 100,0           |
| Wähler                     | Wähler                     | 60.675             | 70,4               | 60.675          | 70,4            |
| Ungültige Stimmen          | Ungültige Stimmen          | 1.279              | 2,1                | 1.007           | 1,7             |
| Gültige Stimmen            | Gültige Stimmen            | 59.396             | 100,0              | 59.668          | 100,0           |
| davon                      |                            |                    |                    |                 |                 |
| Rüdiger Hermanns           | CDU                        | 26.335             | 44,3               | 25.111          | 42,1            |
| Matthias Kurth             | SPD                        | 23.224             | 39,1               | 21.403          | 35,9            |
| ?                          | GRÜNE                      | 5.068              | 8,5                | 6.400           | 10,7            |
| ?                          | F.D.P.                     | 4.011              | 6,8                | 5.069           | 8,5             |
| –                          | REP                        | –                  | –                  | 945             | 1,6             |
| –                          | DIE GRAUEN                 | –                  | –                  | 366             | 0,6             |
| ?                          | ÖDP                        | 457                | 0,8                | 257             | 0,4             |
| –                          | PBC                        | –                  | –                  | 117             | 0,2             |
| Heinz Reisz                | Deutsches Hessen           | 301                | 0,5                | –               | –               |

## Wahl 1987
|                   | Partei            | Anzahl | %     |
| ----------------- | ----------------- | ------ | ----- |
| Wahlberechtigte   | Wahlberechtigte   | 85.276 | 100,0 |
| Wähler            | Wähler            | 67.860 | 79,6  |
| Ungültige Stimmen | Ungültige Stimmen | 629    | 0,9   |
| Gültige Stimmen   | Gültige Stimmen   | 67.231 | 100,0 |
| davon             |                   |        |       |
| Matthias Kurth    | SPD               | 23.435 | 34,9  |
| Claus Demke       | CDU               | 29.832 | 44,4  |
| ?                 | F.D.P.            | 5.344  | 7,9   |
| ?                 | GRÜNE             | 8.232  | 12,2  |
| ?                 | DKP               | 167    | 0,2   |
| ?                 | ÖDP               | 221    | 0,3   |

## Wahl 1983
|                       | Partei            | Anzahl | %     |
| --------------------- | ----------------- | ------ | ----- |
| Wahlberechtigte       | Wahlberechtigte   | 83.659 | 100,0 |
| Wähler                | Wähler            | 69.497 | 83,1  |
| Ungültige Stimmen     | Ungültige Stimmen | 616    | 0,9   |
| Gültige Stimmen       | Gültige Stimmen   | 68.881 | 100,0 |
| davon                 |                   |        |       |
| Claus Demke           | CDU               | 37.516 | 39,9  |
| Matthias Kurth        | SPD               | 29.315 | 42,6  |
| Erich Storz           | GRÜNE             | 5.554  | 8,1   |
| Hans Gerhard Engelken | F.D.P.            | 5.754  | 8,4   |
| Arthur Pitzer         | DKP               | 186    | 0,3   |
| Renate Temporini      | LD                | 366    | 0,5   |
| Harald Gabbe          | DS                | 190    | 0,3   |

## Bisherige Abgeordnete
Direkt gewählte Abgeordnete des Wahlkreises Offenbach Land I (bis 1982, Offenbach-Land-West) waren:
| Jahr | Direktkandidat   | Partei | Erststimmen in % |
| ---- | ---------------- | ------ | ---------------- |
| 2023 | Hartmut Honka    | CDU    | 35,7             |
| 2018 | Hartmut Honka    | CDU    | 29,6             |
| 2013 | Hartmut Honka    | CDU    | 43,8             |
| 2009 | Hartmut Honka    | CDU    | 43,3             |
| 2008 | Hartmut Honka    | CDU    | 40,7             |
| 2003 | Rüdiger Hermanns | CDU    | 52,9             |
| 1999 | Rüdiger Hermanns | CDU    | 48,9             |
| 1995 | Rüdiger Hermanns | CDU    | 44,3             |
| 1991 | Rüdiger Hermanns | CDU    | 44,3             |
| 1987 | Claus Demke      | CDU    | 44,4             |
| 1983 | Matthias Kurth   | SPD    | 42,6             |
| 1982 | Claus Demke      | CDU    | 45,6             |

## Der Wahlkreis bis 1966
Zwischen 1950 und 1966 bestand gemäß dem hessischen Landtagswahlgesetz vom 18. September 1950 der Wahlkreis 41, der jedoch nicht vollständig mit dem heutigen Wahlkreis deckungsgleich war. Der damalige Wahlkreis 41 setzte sich aus dem südlichen Teil des Landkreises Offenbach und folgenden Orten des Landkreises Groß-Gerau zusammen: Groß-Gerau, Mörfelden, Walldorf, Kelsterbach und Raunheim. Der nördliche Teil des Landkreises Offenbach war Teil des Wahlkreises 40.
Bei der Landtagswahl in Hessen 1946 war der heutige Wahlkreis Teil des Wahlkreises II. Dieser Wahlkreis setzte sich zusammen aus der Stadt Offenbach sowie dem damaligen Landkreis Offenbach und dem Landkreis Dieburg.